# Frederic Longàs i Torres
Frederic Longàs i Torres (* 18. August 1897 in Barcelona; † 17. Juni 1968 in Santiago de Chile) war ein katalanischer klassischer Pianist und Komponist. Longàs war einer der klassischen Vertreter der Katalanischen Pianistenschule.

## Leben und Werk
Frederic Longàs war Schüler von Joaquim Malats und von Enric Granados. Im Alter von neun Jahren gab er erste öffentliche Klavierkonzerte in Barcelona. Besonders großen Erfolg hatte er 1915 mit den Klavierzyklen in der Sala Mozart in Barcelona, als er in einigen Kammermusikgruppen gemeinsam mit der Sopranistin Mercè Plantada und dem Cellisten Gaspar Cassadó auftrat. Er unternahm auch Konzerttourneen in andere Teile der iberischen Halbinsel und begleitete dabei den Tenor Josep Palet und die Sopranistin Conxita Badia sowie Tourneen in das restliche Europa und nach Amerika, auf denen er den italienischen Tenor Tito Schipa begleitete. Ab 1940 etablierte Longàs sich in New York City und später in Santiago de Chile. Hier starb er im Juni 1968.
Als Komponist schrieb Longàs zahlreiche Werke für Klavier wie Jota i Zapateado, das Gran concert espanyol für Klavier und Orchester und nahezu einhundert Lieder, sowie ein Konzert für Orchester und Violine. In Technik und Stil seiner Kompositionen folgte Longàs oft Isaac Albéniz. 